# Щеглово (торфопредприятие)
Щегло́во (торфопредприя́тие) — посёлок в Всеволожском районе Ленинградской области России. Входит в состав Всеволожского городского поселения, в рамках генерального планирования — внутригородская территория Всеволожска.

## Географическое положение
Посёлок расположен в центральной части района на автодороге 41К-319 (Мельничный Ручей — Кирпичный Завод).
Находится на седьмом километре железнодорожной линии Мельничный Ручей — Невская Дубровка, Ириновского направления Октябрьской железной дороги, к югу от станции Кирпичный Завод на территории промышленной зоны города Всеволожска, к западу и по смежеству с бывшим российским заводом Ford.
Расстояние до административного центра поселения 7 км.
| Ближайшие микрорайоны                                  | Ближайшие микрорайоны                           | Ближайшие микрорайоны                                   |
| ------------------------------------------------------ | ----------------------------------------------- | ------------------------------------------------------- |
| Северо-запад: Производственная зона города Всеволожска | Север: Производственная зона города Всеволожска | Северо-восток: Производственная зона города Всеволожска |
| Запад: Производственная зона города Всеволожска        |                                                 | Восток: Производственная зона города Всеволожска        |
| Юго-запад: Производственная зона города Всеволожска    | Юг: Производственная зона города Всеволожска    | Юго-восток: Производственная зона города Всеволожска    |

## История
Посёлок при торфопредприятии «Щеглово», которое занималось разработками в Блудном болоте, возник в 1930-е годы.

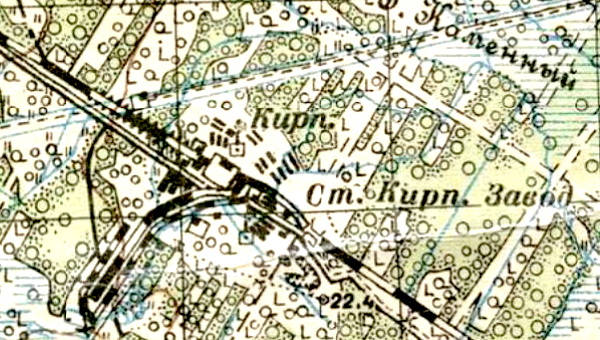
Посёлок при торфопредприятии «Щеглово» на карте 1931 года

По данным переписи населения 1926 года такого посёлка ещё не существовало, а по переписи 1939 года он уже насчитывал 1526 жителей.
В 1938 году население посёлков при торфопредприятии Щеглово № 1, 2, 3 и 4 насчитывало 903 человека, из них русских — 603 и финнов — 108 человек. Посёлки входили в состав Романовского финского национального сельсовета.
Согласно переписи населения СССР 1939 года:

ТОРФОПРЕДПРИЯТИЕ «ЩЕГЛОВО» (4-й посёлок и 1-й тупик) — посёлок Романовского сельсовета Всеволожского района, 1526 чел. (1939 год)

В апреле 1939 года посёлок был передан в состав Щегловского сельсовета.
Разветвлённая сеть узкоколейных железных дорог с расположенным в посёлке депо была построена перед войной и функционировала до начала 1970-х годов.
Допускается написание названия посёлка — Щеглово-торфопредприятие.
По данным 1966, 1973 и 1990 годов посёлок Щеглово (торфопредприятие) входил в состав Щегловского сельсовета.
В 1997 году в посёлке проживали 24 человека, в 2002 году — 6 человек (все русские), в 2007 году — 7.
До 2003 года был населённым пунктом Щегловского сельского поселения.
С 1998 года посёлок находится в черте города Всеволожска, а с 2003 года в его административном подчинении, как внутригородская территория, но в связи с отсутствием закона об упразднении населённого пункта, формально является таковым.

## Демография
| 2007 | 2010 | 2017 |
| ---- | ---- | ---- |
| 7    | ↗9   | ↘7   |

### Национальный состав
Согласно данным Всероссийской переписи населения 2021 года в посёлке проживали 9 человек, из них русские — 1 человек, остальные национальность не указали.